# Gynoplistia echionis
Gynoplistia echionis är en tvåvingeart som beskrevs av Alexander 1959. Gynoplistia echionis ingår i släktet Gynoplistia och familjen småharkrankar. Inga underarter finns listade i Catalogue of Life.